# Finnair Masters
De Ladies Finnish Masters was een golftoernooi van de Ladies European Tour.
Het toernooi werd in 2005 gestart als de Ladies Finnish Masters, maar kreeg in 2006 Finnair als titelsponsor. Het werd gespeeld op de Helsinki Golf Club in Helsinki. Vanwege het relatief lage prijzengeld van € 200.000 telde het op de Ladies Tour als klein toernooi.

## Winnaars
| Jaar                    | Winnaar                 | Score                   | Score                   |
| Finnair Finnish Masters | Finnair Finnish Masters | Finnair Finnish Masters | Finnair Finnish Masters |
| ----------------------- | ----------------------- | ----------------------- | ----------------------- |
| 2005                    | Lisa Holm Sorensen      | 140                     | -2                      |
| Ladies Finnish Masters  |                         |                         |                         |
| 2006                    | Virginie Lagoutte       | 203                     | -10                     |
| 2007                    | Bettina Hauert          | 207                     | -6                      |
| 2008                    | Minea Blomqvist         | 202                     | -11                     |
| 2009                    | Beatriz Recari          | 202                     | -11                     |
| 2010                    | Lee-Anne Pace           | 199                     | -14                     |
| 2011                    | Caroline Hedwall        | 202                     | -11                     |